# HD 108147
HD 108147は、みなみじゅうじ座の方角に約127光年の距離にある恒星である。その周囲には、1つの太陽系外惑星が発見されている。

## 特徴
| 太陽 | HD 108147 |
| ---- | --------- |
| 太陽 | Exoplanet |

HD 108147は、見かけ上非常に明るい恒星みなみじゅうじ座α星のすぐ近くに位置し、7等星なので肉眼でみるには暗すぎるが、双眼鏡があれば簡単にみることができる。HD 108147は、黄白色に輝く主系列星で、スペクトル型はF8 VまたはG0 Vと分類される。質量は太陽より3割程大きく、光度は太陽の倍程度である。年齢は22億年程度で、太陽よりは若い。

## 惑星系
2002年、ジュネーブ天文台の系外惑星捜索グループが、ラ・シヤ天文台のオイラー望遠鏡を用いた視線速度法の観測により、HD 108147の周りを公転する惑星HD 108147 bの発見を報告した。HD 108147 bは、土星大とみられる巨大ガス惑星で、母星から0.1au程の距離を11日弱の周期で公転している。
| 名称 （恒星に近い順） | 質量               | 軌道長半径 （天文単位） | 公転周期 (日)    | 軌道離心率  | 軌道傾斜角 | 半径 |
| --------------------- | ------------------ | ----------------------- | ---------------- | ----------- | ---------- | ---- |
| b (Tumearandu)        | ≥ 0.261 ± 0.040 MJ | 0.1020 ± 0.0059         | 10.8985 ± 0.0045 | 0.53 ± 0.12 | —          | —    |

## 名称
2019年、世界中の全ての国または地域に1つの系外惑星系を命名する機会を提供する「IAU100 Name ExoWorldsプロジェクト」において、HD 108147とHD 108147 bはパラグアイ共和国に割り当てられる系外惑星系となった。このプロジェクトは、「国際天文学連合100周年事業」の一環として計画されたイベントの1つで、パラグアイ国内での選考、国際天文学連合 (IAU) への提案を経て、太陽系外惑星とその母星に固有名が承認されるものであった。2019年12月17日、IAUから最終結果が公表され、HD 108147はTupã、HD 108147 bはTumearanduと命名された。Tupãは、パラグアイに広く伝わるグアラニー文化の創世神話における大神の1柱で、主神Ñamanduの宇宙創造を助けたとされる。Tumearanduは、グアラニーの神話で最初の人間であるRupavêとSypavêの間に生まれた子であるTume Aranduのことで、パラグアイでは「知恵の父」と伝えられている。